# Osman Yahia
Osman Yahia, né en 1919 à Armanaz (en) (Syrie) et mort le 1997 à Alep, est un professeur et universitaire en sciences islamiques. Spécialiste de l'oeuvre d'Ibn Arabi, il vit longtemps entre Le Caire et Paris.

## Biographie

### Jeunesse
Osman ben Ismail al-Hajj-Bakru Yahia naît en 1919 dans le village syrien d'Armanaz (en), près d'Alep, dans une famille paysanne.
Après avoir perdu son père à l'âge de sept ans, il fait ses études à Alep et obtient son baccalauréat syrien avec une option théologie islamique en 1940.

### Etudes universitaires
En 1942, il se rend au Caire, où il étudie le droit musulman à l'université al-Azhar, décrochant une licence en 1946.
En 1946, Osman Yahia se rend à Paris et commence la préparation d'un diplôme de philosophie médiévale au Centre d'études du Saulchoir.
Par la suite, il retourne s'installer au Caire et obtient en 1952 un doctorat en sciences islamiques de l'université al-Azhar.
De retour à Paris, il soutient une thèse de doctorat sur Ibn Arabi à la Sorbonne en 1958.

### Décès
Il décède le 4 novembre 1997 à Alep.